# Wanda Szmielew
Wanda Szmielew (ur. 5 kwietnia 1918 w Warszawie, zm. 27 sierpnia 1976 tamże) – polska matematyczka, twórczyni warszawskiej szkoły podstaw geometrii .

## Życiorys
Urodziła się 5 kwietnia 1918 roku w Warszawie, w rodzinie Dawida Montlaka i Bronisławy z Badrachów. W 1935 roku ukończyła II Miejskie Gimnazjum Żeńskie im. J. Kochanowskiego w Warszawie. Rozpoczęła studia matematyczne na wydziale matematyczno-przyrodniczym Uniwersytetu Warszawskiego, gdzie nauczał ją Adolf Lindenbaum . W 1937 roku wyszła za mąż na Borysa Szmielewa. Pierwszą pracę, On Choices from Finite Sets, napisała w 1938 roku – została opublikowana w „Fundamenta Mathematicae” w 1947 roku. W latach 1940–1941 używała pseudonimu Wanda Gawrońska, a w latach 1941–1945 Wanda Kowalska .
Z powodu wybuchu wojny musiała przerwać studia. Podjęła wtedy pracę jako mierniczy, zajmowała się też tajnym nauczaniem  .
Po wojnie ponownie podjęła studia, tym razem na wydziale matematyki na Uniwersytecie Łódzkim. Do 1947 roku była asystentem na Uniwersytecie i Politechnice Łódzkiej. Po uzyskaniu absolutorium wróciła na Uniwersytet Warszawski, gdzie w 1947 uzyskała stopień magistra pracą O zupełności teorii grup abelowych bez elementów cyklicznych. W 1948 roku wstąpiła do PZPR. Do roku 1950 pełniła funkcję asystenta na Uniwersytecie Warszawskim .
W 1949 roku wyjechała do Stanów Zjednoczonych, gdzie przez rok wykładała na Uniwersytecie Kalifornijskim w Berkeley. W tym samym czasie była studentką Alfreda Tarskiego, pod jego kierunkiem napisała i obroniła w 1950 roku pracę doktorską Arithmetical properties of abelian group . Praca ta została w 1956 roku nagrodzona Nagrodą Ministra Szkolnictwa Wyższego . Do 1967 roku czterokrotnie wizytowała Berkeley, kiedy wykładała bądź prowadziła badania na uniwersytecie .
W 1954 roku została docentem w Katedrze Geometrii na wydziale matematyki i fizyki Uniwersytetu Warszawskiego, gdzie w 1958 powstało seminarium badawcze, zwane centrum warszawskiej szkoły podstaw geometrii Szmielew. Od 1958 do 1962 roku pracowała jako docent w Instytucie Matematycznym PAN . Jednocześnie w latach 1959–1961 była prezesem Oddziału Warszawskiego PTM . W 1959 roku wystąpiła z PZPR. Za swoją działalność w 1960 roku otrzymała nagrodę naukową Wydziału III PAN, a w 1962 roku została laureatką Konkursu PTM im. Banacha, Janiszewskiego, Mazurkiewicza, Sierpińskiego, Ważewskiego i Zaremby otrzymując nagrodę im. Stefana Mazurkiewicza. W latach 1963–1964 kierowała Katedrą Geometrii na wydziale matematyki i fizyki Uniwersytetu Warszawskiego w zastępstwie Karola Borsuka, zaś w 1967 roku została jej profesorem nadzwyczajnym . W 1968 roku powstał Zespół Podstaw Geometrii (przemianowany później na Zakład Matematyki Elementarnej i Podstaw Geometrii), którym Szmielew kierowała do śmierci . W 1972 roku gościła na Uniwersytecie Humboldtów w Berlinie. 
W latach 1970–1974 pracowała nad podstawami geometrii euklidesowej w oparciu o system aksjomatyki Szmielew-Tarskiego , będącej ulepszoną wersją aksjomatyki Tarskiego .
Zmarła na raka 27 sierpnia 1976 roku w Warszawie, pochowana na cmentarzu parafialnym w Kołbieli.

## Dorobek naukowy
Wanda Szmielew w swoim dorobku ma ok. 30 prac z podstaw matematyki, podstaw algebry, z podstaw geometrii i teorii mnogości. Rozgłos uzyskała przede wszystkim swoją pracą doktorską, w której udowodniła, że teoria pierwszego rzędu grup abelowych, w przeciwieństwie do nieabelowych, jest rozstrzygalna . Szmielew znalazła algebraiczny odpowiednik aksjomatu Pascha, dzięki czemu powstała geometria bez-Paschowa. Opracowana przez nią aksjomatyka Szmielew-Tarskiego pozwoliła mówić o geometrii językiem algebry ogólnej, co przyczyniło się do rozwiązania wielu problemów geometrii euklidesowej. Sama Szmielew nie uważała tej koncepcji za dość prostą i naturalną, ostatnie lata życia spędzając na pracy nad nową koncepcją podstaw geometrii, opartej na geometrii afinicznej . Część jej prac ukazała się pośmiertnie .
- Wanda Szmielew, On Choices from Finite Sets, „Fundamenta Mathematicae” (34), 1947, s. 75–80, DOI: 10.4064/fm-34-1-75-80, ISSN 0016-2736, OCLC 7127286972.
- Wanda Szmielew, Decision Problem in Group Theory, „Proceedings of the Tenth International Congress of Philosophy”, 2, Amsterdam: North-Holland Publishing Co., 1949, s. 763–766, DOI: 10.5840/wcp1019492212.
- Wanda Szmielew, Arithmetical Classes and Types of Abelian Groups, „Bulletin of the American Mathematical Society”, 55, 1949, s. 65.
- Alfred Tarski, Wanda Szmielew, Theorems common to all complete and axiomatizable theories, „Bulletin of the American Mathematical Society”, 55, 1949, s. 1075.
- Wanda Szmielew, Arithmetical properties of Abelian groups, Uniwersytet Kalifornijski w Berkeley 1950, OCLC 29504613. Brak numerów stron w książce
- Alfred Tarski, Wanda Szmielew, Mutual interpretability of some essentially undecidable theorems, „Proceedings of the International Congress of Mathematicians”, 1, Cambridge: Americal Mathematical Society, 1950, s. 734.
- Wanda Szmielew, Elementary properties of abelian groups, „Fundamenta Mathematicae” (41), 1955, s. 203–271, DOI: 10.4064/fm-41-2-203-271, ISSN 0016-2736.
- Wanda Szmielew, Some Metamathematical Problems Concerning Elementary Hyperbolic Geometry, „Studies in Logic and the Foundations of Mathematics”, 27, Warszawa/Berkeley: Uniwersytet Warszawski/Uniwersytet Kalifornijski w Berkeley, 1959, s. 30–52, DOI: 10.1016/S0049-237X(09)70018-7, ISBN 978-0-444-53392-0, ISSN 0049-237X, OCLC 7327206402.???
- Wanda Szmielew, Absolute calculus of segments and its metamathematical implications, „Bulletin de l’Académie Polonaise des Sciences: Série des sciences mathématiques, astronomiques et physiques”, 7 (4), 1959, s. 213–220, DOI: 10.2307/2964150, JSTOR: 2964150.
- Karol Borsuk, Wanda Szmielew, Foundations of geometry: Euclidean and Bolyai-Lobachevskian geometry; projective geometry, Amsterdam; Nowy Jork: North-Holland Publishing Co.; Interscience Publishers, Inc., 1960, OCLC 463907910 (ang.). Brak numerów stron w książce
- Wanda Szmielew, A New Analytic Approach to Hyperbolic Geometry, „Fundamenta Mathematicae” (50), 1961, s. 129–158, DOI: 10.4064/fm-50-2-129-158, ISSN 0016-2736, OCLC 7127325397.
- Wanda Szmielew, New Foundations of Absolute Geometry, [w:] Studies in Logic and the Foundations of Mathematics, Stanford: Stanford University Press, 1962, s. 168–175, DOI: 10.2307/2272627, ISBN 978-0-8047-0096-2, ISSN 0049-237X, OCLC 4922383426, JSTOR: 2272627 (ang.).
- Wanda Szmielew, Lesław W. Szczerba, On the euclidean geometry without the pasch axiom, „Bulletin de l’Académie Polonaise des Sciences: Série des sciences mathématiques, astronomiques et physiques”, 18 (14), 1970, s. 659–666, ISSN 0001-4117.
- Wanda Szmielew, The Pasch axiom as a consequence of the circle axiom, „Bulletin de l’Académie Polonaise des Sciences: Série des sciences mathématiques, astronomiques et physiques”, 18 (12), 1970, s. 751–758, ISSN 0001-4117.
- Wanda Szmielew, A statement on two circles as the geometric analog of Euclid’s field property, „Bulletin de l’Académie Polonaise des Sciences: Série des sciences mathématiques, astronomiques et physiques”, 18 (12), 1970, s. 759–764, ISSN 0001-4117.
- The role of the Pasch axiom in foundations of Euclidean geometry, [w:] Wanda Szmielew, Proceedings of the Tarski Symposium, t. 25, American Mathematical Society, 1974 (Proceedings of Symposia in Pure Mathematics), s. 123–132, DOI: 10.1090/pspum/025, ISBN 978-0-8218-1425-3.
- Karol Borsuk, Wanda Szmielew, Podstawy geometrii, t. 10, Warszawa: PWN, 1975 (Biblioteka Matematyczna), OCLC 13478587. Brak numerów stron w książce
- Wanda Szmielew, Oriented and nonoriented linear orders, „Bulletin de l’Académie Polonaise des Sciences: Série des sciences mathématiques, astronomiques et physiques”, 25 (7), 1977, s. 659–665, ISSN 0001-4117.
- Wanda Szmielew, Concerning the order and the semi-order of n-dimensional Euclidean space, „Fundamenta Mathematicae” (107), 1980, s. 47–56, DOI: 10.4064/fm-107-1-47-56, ISSN 0016-2736.
- Wanda Szmielew, On n-ary equivalence relations and their application to geometry, t. 191, Warszawa: Państwowe Wydawnictwo Naukowe, 1981 (Rozprawy Matematyczne), ISBN 978-83-01-02338-6, OCLC 651993787. Brak numerów stron w książce
- Wanda Szmielew, Od geometrii afinicznej do euklidesowej: rozważania nad aksjomatyką, Maria Moszyńska, t. 55, Państwowe Wydawnictwo Naukowe, 1981 (Biblioteka Matematyczna), ISBN 83-01-01374-5, OCLC 8191305. Brak numerów stron w książce
- Wanda Szmielew, From affine to Euclidean geometry: an axiomatic approach, Państwowe Wydawnictwo Naukowe, 1983, ISBN 90-277-1243-3. Brak numerów stron w książce
- Wanda Szmielew, Alfred Tarski, Wolfram Schwabhäuser, Metamathematische Methoden in der Geometrie, Berlin, Nowy Jork: Springer-Verlag, 1983, DOI: 10.1007/978-3-642-69418-9, ISBN 3-540-12958-8, OCLC 928788569. Brak numerów stron w książce

## Ordery i odznaczenia
- Krzyż Kawalerski Orderu Odrodzenia Polski (1973)[1]
- Medal 10-lecia Polski Ludowej (19 stycznia 1955)[6]